# روبرت ميلن (لاعب كريكت)
روبرت ميلن (10 سبتمبر 1852 - 6 سبتمبر 1927) (بالإنجليزية: Robert Milne)‏ هو لاعب كريكت بريطاني.

## وصلات خارجية
- روبرت ميلن على موقع إي آس بي آن كريك إنفو (الإنجليزية)